# Nissan 100NX

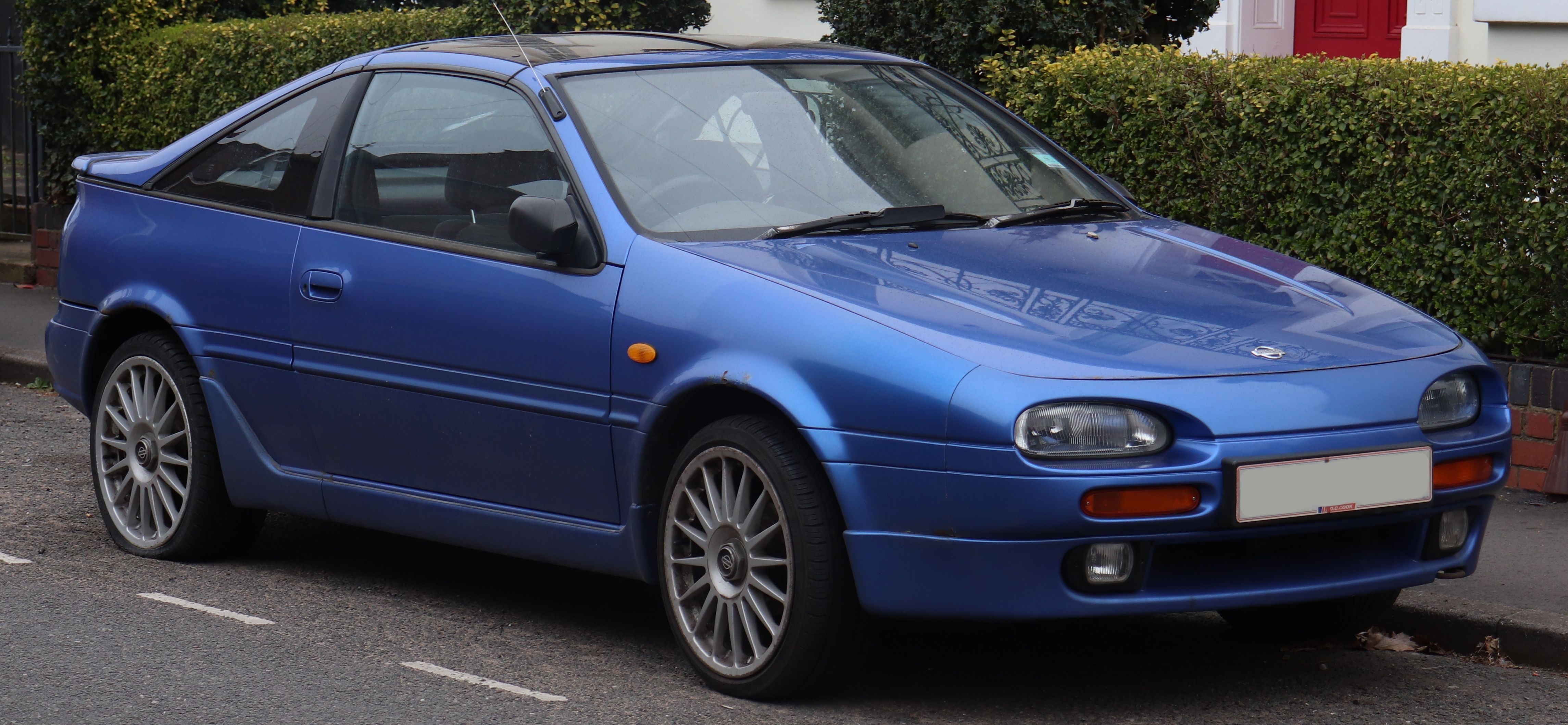
Nissan 100NX

Nissan 100NX — чотиримісний автомобіль в кузові купе, виготовлений компанією Nissan.

## Опис

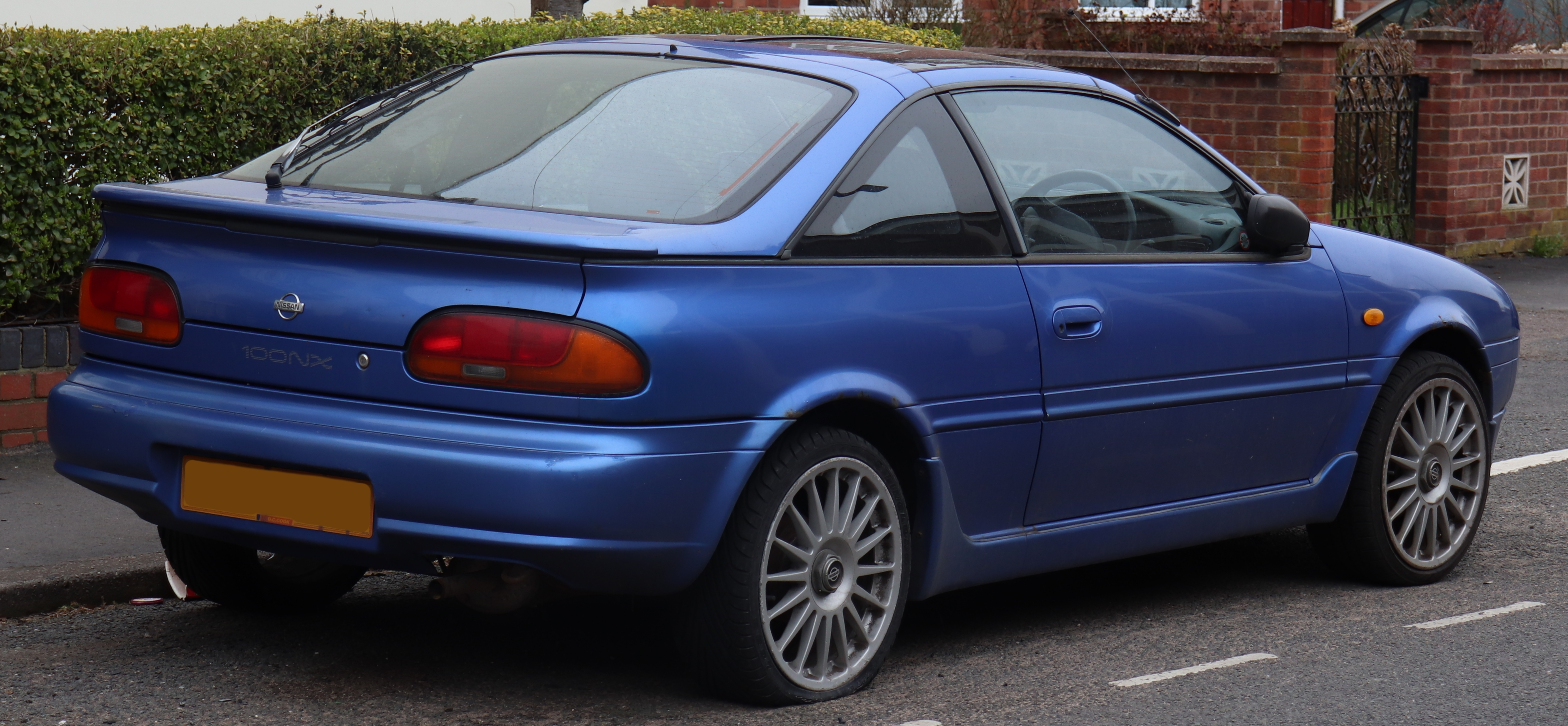
Nissan 100NX

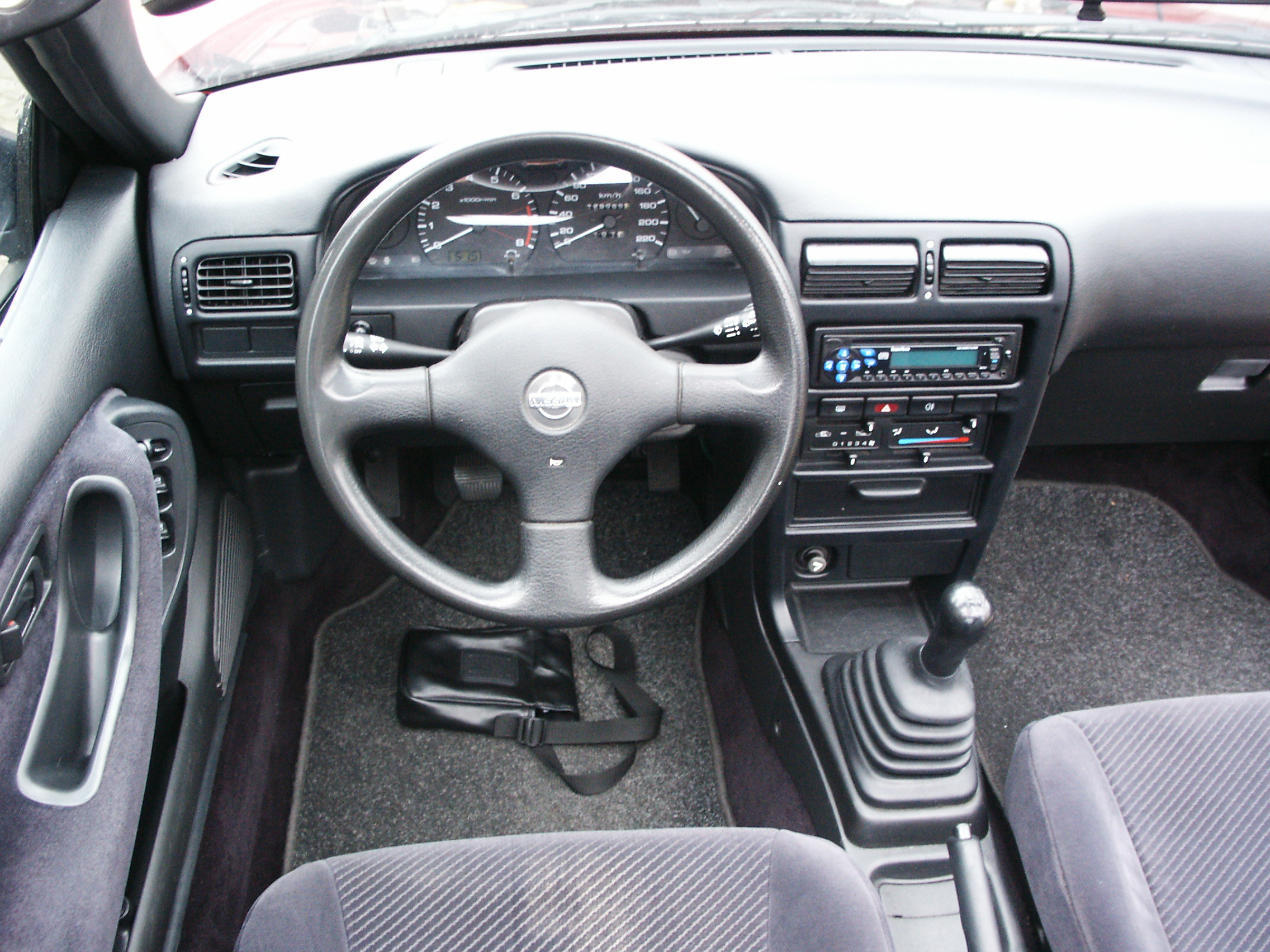
Nissan 100NX

Автомобіль був представлений на суд публіки в ході роботи Токійського автосалону 1989 року, демонстраційна модель за формою нагадувала капсулу літального апарата. На наступний рік в січні місяці ця модель вже з'явилася у продажу під помітним девізом «не просто машина, а машина часу!». Її повна назва була Sunny NX-Coupe. Дизайн машини, в передній частині якої красувалися фари нової, овальної форми, був розроблений каліфорнійським дизайнерським центром (скорочено NDI).
Автомобіль був виконаний на платформі Nissan Sunny, тому і модельний двигун залишився колишнім. Зокрема, в нього входили 4-циліндрові мотори, обсяг яких був 1,5, 1,6 і 1,8 літра. Варіантів забарвлення кузова було вісім. «Передовий» на ті часи дизайн припав до душі покупцям, які живуть в Північній Америці, а для японців він був, напевно, аж надто незвичайний. Так чи інакше, але реалізація цієї машини в Японії йшла без особливого успіху.

### Двигуни
- 1.5 л GA15DS I4 94 к.с. (Японія)
- 1.6 л GA16DS I4 90 к.с.
- 1.6 л GA16DE I4 90-102 к.с.
- 1.8 л SR18DE I4 140 к.с. (Японія)
- 2.0 л SR20DE I4 143 к.с.